# Cinema City
A Cinema City izraeli tulajdonú mozihálózat, amely Izraelben és Európában üzemeltet multiplex és IMAX mozikat. Izraelben Rav-Hen néven működik a cég. Jelenleg 367 mozitermük létezik, több mint kétharmada Európában. Az első mozijuk 1929-ben Haifában nyílt, az első európai mozijuk 1997-ben Budapesten.
Lengyelországban 1999-ben nyílt meg első mozijuk, 2005-re már 12 volt belőle. Szintén 1999-ben megvásárolta az egyetlen prágai multiplex mozit. 2005-ben Magyarországon a legnagyobb multiplex-működtető volt. 2005-ben Budapesten megnyílt filmterjesztőjük, a Forum Hungary, ami a Disney, a Spyglass és a Revolutionary Releasing filmjeit jelenteti meg Magyarországon. A cég 2006 első felében a második legnagyobb hasonló cég lett az országban. A 2008-ban a budapesti Arena Plazában nyílt multiplex Magyarország legnagyobb mozikomplexuma, mely évente több, mint egymillió vendéget kiszolgálva az ország leglátogatottabb filmszínházává nőtte ki magát.
2011-ben a Cinema City felvásárolta a Palace Cinemas Magyarország Kft. hálózatát, így további 5 budapesti és 2 vidéki multiplex mozi került a cég tulajdonába.
2014-ben a céget felvásárolta a Cineworld, ezzel a világ második legnagyobb mozihálózatává nőtte ki magát az AMC mozihálózat után több mint 790 helyszínnel, 9.518 vászonnal, 10 országban.

## Magyarországi mozik
- Alba Plaza, Székesfehérvár
- Allee, Budapest (nyitás: 2009. 11. 12.)
- Arena Mall, Budapest (nyitás: 2008. 01. 17.)
- Balaton Plaza, Veszprém
- Campona, Budapest (korábban Palace Cinemas)
- Debrecen Plaza, Debrecen
- Duna Plaza, Budapest (korábban Palace Cinemas)
- Győr Plaza, Győr
- Miskolc Plaza, Miskolc
- Nyír Plaza, Nyíregyháza (korábban Palace Cinemas)
- Pécs Plaza, Pécs
- Savaria Plaza, Szombathely
- Sopron Plaza, Sopron
- Szeged Plaza, Szeged
- Szolnok Plaza, Szolnok
- Westend (korábbi nevén: WestEnd City Center), Budapest (korábban Palace Cinemas)
- Zala Plaza, Zalaegerszeg
- Mammut, Budapest – A CinemaPINK két éves üzemeltetése után ismét a Cinema City hálózatához csatlakozott azotta

Megszűnt mozik
- Csepel Plaza, Budapest – A Kultik mozihálózat üzemelteti.
- Új Udvar Bevásárlóközpont, Budapest – Buda Bed Cinema ágymozi, a COVID alatt technikai hibára hivatkozva bezárt, többet nem nyitott ki.
- Kapos Plaza, Kaposvár (korábban Palace Cinemas) – A Kultik mozihálózat üzemelteti tovább.

## Külső hivatkozások
- Magyar hivatalos oldal
- A nemzetközi cégcsoport hivatalos oldala
- Izraeli hivatalos oldal
- Fórum Hungary Filmforgalmazó Kft. hivatalos oldala
- New Age Advertising mozireklám kereskedőház hivatalos oldala